# Team 10
Team 10, també conegut com a Team X o Team Ten, va ser un grup d'arquitectes que es va aplegar el 1953 al 9è Congrés Internacional d'Arquitectura Moderna (CIAM) i van originar un cisma dintre seu desafiant l'enfocament doctrinari de l'urbanisme.

## Història
El grup central del Team 10 va començar a reunir-se en el context del CIAM, la plataforma internacional per a arquitectes moderns fundada el 1928. Les seves opinions sovint s'oposaven a les filosofies proposades pel CIAM i, després de la sortida del fundador Le Corbusier el 1955, el CIAM es va dissoldre el 1959 per donar pas al Team 10 com a grup de reflexió centralitzat i autoritzat sobre el brutalisme, l'estructuralisme i la planificació urbana relacionada.
La primera reunió formal del grup sota el nom de Team 10 va tenir lloc a Banhòus any 1960. L'última, amb només quatre membres presents, va ser a Lisboa l'any 1981.
El Team 10 tenia una pertinença fluida, tot i que un nucli central va organitzar activament les diverses trobades, que consistia en Alison i Peter Smithson, Jaap Bakema, Aldo van Eyck, Georges Candilis, Shadrach Woods i Giancarlo De Carlo. Algunes reunions van incloure Ralph Erskine, Daniel van Ginkel, Pancho Guedes, Geir Grung, Oskar Hansen, Reima Pietilä, Charles Polonyi, Brian Richards, Jerzy Sołtan, Oswald Mathias Ungers, John Voelcker i Stefan Wewerka.
Es van autodefinir com «un petit grup familiar d'arquitectes que s'han buscat perquè cadascun ha trobat l'ajuda necessària dels altres per al desenvolupament i la comprensió del seu propi treball individual». El marc teòric del Team 10, difós principalment a través de la docència i les publicacions, va tenir una profunda influència en el desenvolupament del pensament arquitectònic a la segona meitat del segle xx, principalment a Europa i als Estats Units d'Amèrica.
Amb el Team 10 es van associar dos moviments diferents: el nou brutalisme dels membres britànics (Alison i Peter Smithson) i l'estructuralisme dels membres holandesos (Aldo van Eyck i Jaap Bakema).
Quan Jaap Bakema, un dels membres principals del Team 10, va morir el 1981, els altres membres van aprofitar l'ocasió per adonar per finalitzada la seva col·laboració com a Team 10.